# Podarge de Bornéo
Batrachostomus mixtus
Espèce
Synonymes
- Batrachostomus poliolophus mixtus
Sharpe, 1892

Statut de conservation UICN

 LC  : Préoccupation mineure
Le Podarge de Bornéo (Batrachostomus mixtus) est une espèce d'oiseaux de la famille des Podargidae, autrefois considérée comme une sous-espèce du Podarge à tête grise (B. poliolophus).

## Répartition
Cet oiseau peuple les forêts pluviales de montagne de Bornéo.